# Avenue de la Sœur-Rosalie
L'avenue de la Sœur-Rosalie est une voie située dans le quartier Croulebarbe du 13e arrondissement de Paris. Elle est à doubles voies séparées par un terre-plein central.
De toutes les radiales qui partent de la place d’Italie, c’est de loin la plus courte, en raison de la forte déclivité du terrain qui a empêché de la prolonger.

## Situation et accès
L'avenue de la Sœur-Rosalie est desservie par les lignes 5, 6 et 7 à la station Place d'Italie.

## Origine du nom
Cette avenue  doit son nom à Jeanne Marie Rendu (1786-1856), dite sœur Rosalie, qui fut célèbre au XIXe siècle pour sa charité envers les nécessiteux et les souffrants du quartier Mouffetard voisin, notamment durant les journées de Juillet 1830.

## Historique

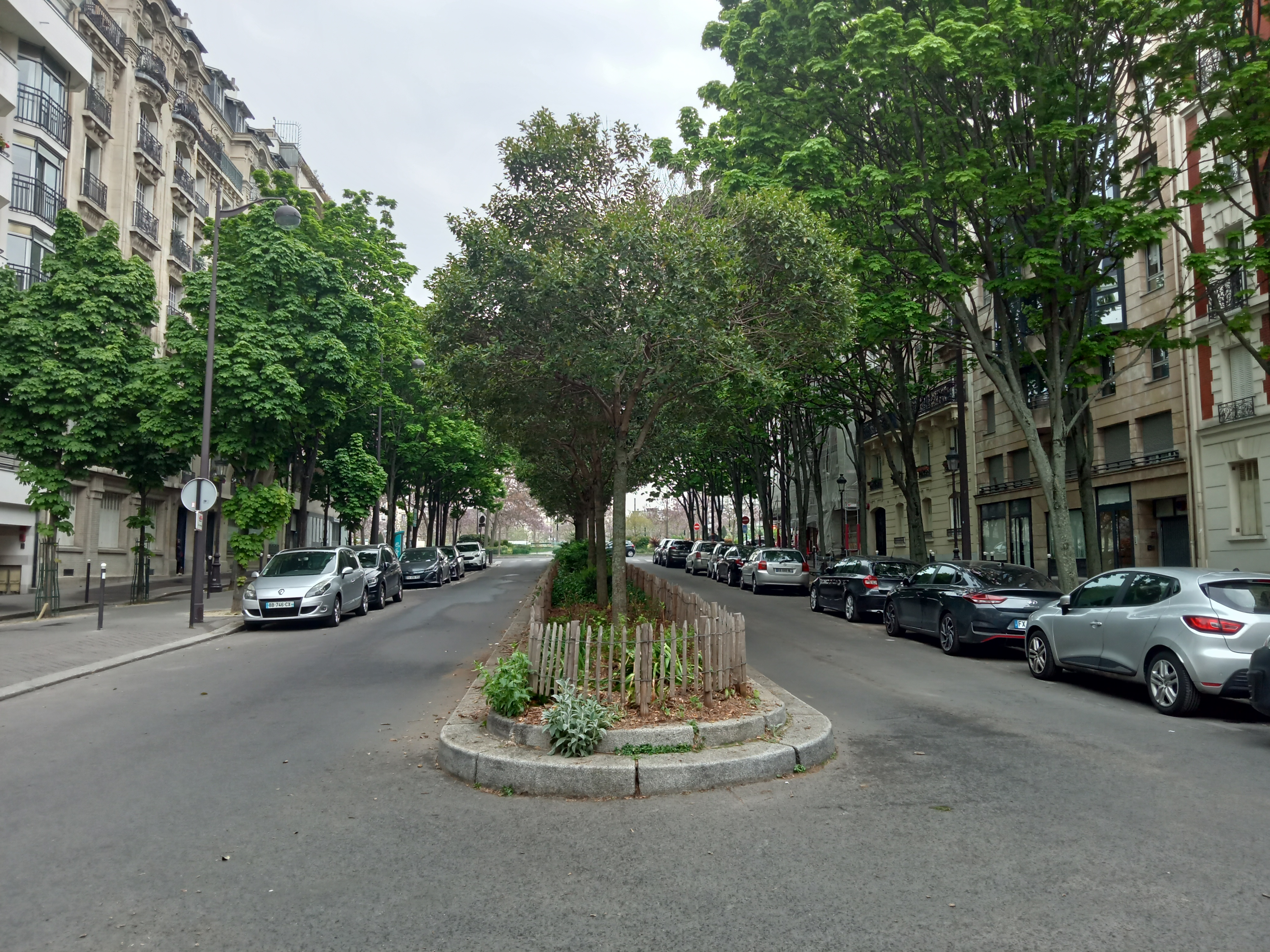
L'avenue vue depuis la rue Abel-Hovelacque.

En 1859, l'abbé Le Rebours achète un terrain dans l'avenue (qui se nomme alors « rue de Gentilly ») et y fait construire une chapelle dédiée à la nonne. En 1867, la chapelle est détruite et transférée à l'angle de la rue Corvisart et de l'actuel boulevard Auguste-Blanqui : c’est maintenant l’église Sainte-Rosalie. Par décret du 12 février 1867, la voie est alors transformée en avenue et prend sa dénomination actuelle par un décret du 10 août 1868. 

## Bâtiments remarquables et lieux de mémoire
Cette rue a longtemps accueilli le siège de la Jeunesse ouvrière chrétienne. Aujourd'hui, les éditions La Découverte sont installées dans ses locaux.
Michel Houellebecq dans son roman Sérotonine, paru en 2019, fait régulièrement résider le personnage principal dans l'hôtel Mercure de l'avenue.